# Kavimba
Kavimba est une ville du Botswana.